# Neuscheidenbach
Neuscheidenbach, auch Neu-Scheidenbach, ist ein Gemeindeteil des Hauptortes der Gemeinde Sohland an der Spree im Landkreis Bautzen.

## Geographie

### Lage
Neuscheidenbach erstreckt sich von der Einmündung des Waldwassers abwärts auf dem südlichen Hochufer des Kaltbaches bzw. Scheidenbaches und wird vom Tännichtwasser durchflossen. Östlich der Ansiedlung überbrückt die Bahnstrecke Oberoderwitz–Wilthen das Kaltbachtal, verläuft die Bundesstraße 98. Im Norden erhebt sich der Hohberg (426 m), im Nordwesten die Funkenburg (376 m), nordöstlich der Mälzerberg (413 m) und  die Kälbersteine (487 m) sowie südöstlich der Frühlingsberg (352 m).

### Nachbarorte
| Neuschirgiswalde | Schirgiswalde                               | Petersbach       |
| Wehrsdorf        | Kompassrose, die auf Nachbargemeinden zeigt | Altscheidenbach  |
| Pilzdörfel       | Mittelsohland                               | Wendisch-Sohland |

### Straßen
Der Ortsteil besteht aus den Straßen Scheidenbachstraße und Wiesengrundweg.

## Geschichte
Im Jahre 1774 ließ der Besitzer der vereinigten Rittergüter Wendisch- und Niedersohland, Friedrich Franz Xaver zu Solms-Sonnewalde über den Wehrsdorfer Teichen am Tännichtwassergrund Baustellen ausgeben. Die dicht an der Grenze zur böhmischen Exklave Schirgiswalde entstandene Streusiedlung wurde als Wehrsdorfer Häuser bezeichnet. 
1810 legte Johannes von Seilern und Aspang am Lehdehang entlang der Wehrsdorfer Straße eine Häuserreihe an. Die zum Rittergut Wendisch-Sohland gehörige Ansiedlung wurde bald als Neuscheidenbach bezeichnet. Ab der Mitte des 19. Jahrhunderts bildete Neuscheidenbach zusammen mit Altscheidenbach den Ortsteil Scheidenbach der Gemeinde Wendischsohland, gepfarrt war die Ansiedlung nach Mittelsohland. Die drei Wehrsdorfer Teiche am Unterlauf des Tännichtwassers wurden in der Mitte des 19. Jahrhunderts trockengelegt. Zwischen 1875 und 1877 wurde die Bahnstrecke Sohland–Wilthen hergestellt, die auf einer 40 m langen Brücke östlich von Neuscheidenbach das Scheidenbachtal überquert. Seit der 1877 erfolgten Fusion von Wendischsohland mit Mittelsohland, Obersohland und Niedersohland zur Gemeinde Sohland an der Spree, war Scheidenbach ein Ortsteil derselben. 
Zum 1. Januar 2011 wurde Scheidenbach als amtlicher Gemeindeteil von Sohland an der Spree gestrichen.

### Verwaltungszugehörigkeit
- 1777: Bautzener Kreis, 1843: Landgerichtsbezirk Bautzen, 1856: Gerichtsamt Schirgiswalde, 1875: Amtshauptmannschaft Bautzen, 1952: Kreis Bautzen, 1994: Landkreis Bautzen, 1. August 2008: Landkreis Bautzen.

## Ortsbild
Neuscheidenbach ist eine aus mehreren reihenartigen Häuslerabbauen bestehende Streusiedlung. Fünf der Häuser haben Umgebinde. Zwei Häusergruppen liegen an den Hängen beiderseits des Tännichtwassergrundes, eine weitere entlang der den Grund durchquerenden Straße. Die vierte Häusergruppe erstreckt sich, an das Wehrsdorfer Niederdorf anschließend, in steiler Hanglage über der breiten Wiesenaue des Scheidenbaches. Ein Teil der Häuser sind deswegen schiefhüftig an den Hang gebaut; die untere Traufseite ist zwei-, die obere eingeschossig.